# Ludwig Kaas
Ludwig Kaas (Trier, 23 mei 1881 - Rome, 15 april 1952) was een Duitse priester, theoloog en kerkjurist. In 1929 werd Kaas apostolisch protonotaris. Hij is vooral bekend geworden als politicus en partijvoorzitter van de Deutsche Zentrumspartei, een politieke partij van voor de Tweede Wereldoorlog.
Kaas studeerde theologie in Trier en Rome. Nadat hij tot priester gewijd was, studeerde hij rechten in Bonn. In 1919 wees hij het aanbod af om de leerstoel canoniek recht aan de universiteit van Bonn te bekleden. Zijn ambities bleken meer op politiek dan kerkelijk gebied te liggen. In 1919 sloot hij zich aan bij de Zentrumspartei. In 1920 werd hij lid van de Rijksdag, het parlement van de Weimarrepubliek. Kaas was een van de auteurs van de nieuwe grondwet. Als parlementsafgevaardigde was hij vooral actief op het gebied van de internationale betrekkingen en het internationaal recht. Als canonicus was hij adviseur van nuntius Eugenio Pacelli in Berlijn, vooral inzake het concordaat van juli 1933.
In 1928 werd Ludwig Kaas partijvoorzitter. Volgens velen reageerde Kaas te mild op de verruwende en later gewelddadige ontwikkelingen in de Weimarrepubliek. De incidenten, die steeds opnieuw en vaker plaatsvonden in het parlement, veroordeelde Kaas en hij probeerde de polarisatie tegen te gaan door het bewind van de Zentrum-politicus Heinrich Brüning te steunen. Rond 1930 werd Kaas van mening dat de steeds meer steun verzamelende Hitler alleen maar onder de duim kon worden gehouden door de NSDAP in de regering te halen. Kaas pleitte openlijk voor een samenwerking van de Zentrumspartei met de NSDAP. Nog in februari 1933, toen Hitler net kanselier geworden was en de NSDAP in de regering zat, meende Kaas dat de andere coalitiepartij, de Deutschnationale Volkspartei, de nazi's onder controle kon houden. Op 23 maart 1933 stemde Kaas en zijn fractie in met de machtigingswet van 1933 (Gesetz zur Behebung der Not von Volk und Reich), waarmee de parlementaire bevoegdheden aan Hitler werden overgedragen. Zijn steun aan de machtigingswet was deels gebaseerd op mondelinge toezeggingen van Hitler ten aanzien van de vrijheid van onderwijs en de Katholieke Kerk.
Op 8 april 1933 vertrok Kaas op vraag van paus Pius XI naar Rome en keerde nooit meer naar Duitsland terug. Een maand later werd Heinrich Brüning partijvoorzitter, op 5 juli 1933 hief de Zentrumspartij zichzelf op. Tijdens zijn negentienjarig verblijf in Rome werkte Kaas vanaf 1936 als econoom van de Sint-Pietersbasiliek en leidde er de opgravingen in de basiliek. Hij verleende medewerking aan de encycliek Mit brennender Sorge uit 1937, waarin het nationaalsocialisme en het racisme werd veroordeeld. Hij stierf op 15 april 1952 in Rome.
Ludwig Kaas is vanwege diens kritiekloze of ten minste naïeve houding jegens de nationaalsocialisten een omstreden politicus gebleven. Hij heeft geen geschriften of memoires nagelaten, waaruit zijn stellingname tegenover de ontwikkelingen in het Derde Rijk zou kunnen blijken. Evenmin heeft hij kritiek op zijn passieve rol ooit publiekelijk weersproken.